# Синът на София
„Синът на София“ е (на гръцки: Ο γιος της Σοφίας), на английски: Son of Sofia) гръцко – българско – френски игрален филм, драма/мюзикъл, от 2017 година по сценарий и режисура на Елина Псику. Оператор е Дионисис Евтимиопулос. Музиката във филма е композирана от Персефони Милиу

## Сюжет
Атина, Олимпийските игри, 2004 г. 11-годишният Миша пристига от Русия, за да живее с майка си София, но не знае, че го очаква и новият му баща. И докато Гърция се наслаждава на осъществената си олимпийска мечта, Миша се озовава в тъмната страна на любимите си приказки, защото насила е запокитен в света на възрастните. 

## Актьорски състав
| В главните роли    | Изпълнител         |
| ------------------ | ------------------ |
| Миша               | Виктор Комут       |
| София              | Валери Чепланова   |
| г-н Hикос          | Танасис Папагергиу |
| Виктор             | Артемиос Хавалиц   |
| Hина               | Арети Сейдериду    |
| г-жа Анна          | Ивони Малтезу      |
| водещата госпожа   | Мария Филини       |
| г-н Андреас        | Маринос Веслемес   |
| Антонис Параскевас | Христос Стергиоглу |

## Hагради
- „Награда C.I.C.A.E.“ в (Сараево, Хърватска, 2017)
- „Наградата на журито за най-добър чуждоезичен игрален филм“ на Трайбека, (ТрайБеКа, Ню Йорк, САЩ 2017)

## Фестивали
- Участие в МФФ (Чонджу, Южна Корея, 2017)
- Участие във Фестивал на независимите филми (Бордо, Франция, 2017)
- Участие в МФФ (Солун, Гърция, 2017)
- Участие в МФФ (Стокхолм, Швеция, 2017)
- Участие на 35-ия фестивал на българския игрален филм „Златна роза“ (Варна, 2017)
- Участие на 22-рия „София Филм Фест“ (София, 2018)